# Парламентські вибори у Великій Британії 1865
Парламентські вибори у Великій Британії проходили з 11 по 24 липня 1865 року. На цих виборах ліберали, на чолі з лордом Пальмерстоном, збільшили свою, і так значну, присутність у Палаті громад та набрали в сумі на 80 місць більше, ніж консерватори, на чолі з графом Дербі. У перерві між виборами партія вігів стала називатись Ліберальною партією.
Пальмерстон помер незабаром після виборів того ж року, і наступним Прем'єр-міністром став Джон Рассел, яким згодом поступився місцем консервативному уряду графа Дербі.
Ці вибори були останніми у Великій Британії, на яких правляча партія змогла збільшити кількість виграних місць у Палаті громад.

## Результати виборів
| Партія               | Лідер             | Відсоток голосів | Відсоток голосів | Місць в парламенті |
| Партія               | Лідер             | Кількість        | %                | Місць в парламенті |
| -------------------- | ----------------- | ---------------- | ---------------- | ------------------ |
| Ліберальна партія    | Генрі Пальмерстон | 508,821          | 59,5%            | 369                |
| Консервативна партія | Едуард Дербі      | 346,035          | 40,5%            | 289                |
| Всього               | Всього            | 854,856          | 100%             | 658                |